# Famille Galaresso
 (juillet 2025).
Motif : Deux familles homonymes dont aucune n'est notoire
- Archive Wikiwix
- Bing
- Cairn
- DuckDuckGo
- E. Universalis
- Gallica
- Google
- G. Books
- G. News
- G. Scholar
- Persée
- Qwant
- (zh) Baidu
- (ru) Yandex
- (wd) trouver des œuvres sur Wikidata

| 1. | Préciser le motif de la pose du bandeau. | Précisez le motif de la pose du bandeau en utilisant la syntaxe suivante : {{admissibilité à vérifier\|date=juillet 2025\|motif=remplacez ce texte par le motif}}                      |
| 2. | Informer les utilisateurs concernés.     | Pensez à avertir le créateur de l'article, par exemple, en insérant le code ci-dessous sur sa page de discussion : {{subst:avertissement admissibilité à vérifier\|Famille Galaresso}} |

Les familles Galaresso sont deux familles patriciennes de Venise, l'une originaire d'Andro et l'autre d'Uderzo.

## Histoire
Ces familles produisirent des tribuns de Venise. L'une d'elles s'éteignit avec un certain Andrea Galaresso, provéditeur à l'arsenal de Venise en 1341.

## Armes
Armes : D'argent au sautoir parti de gueules et d'azur cantonné de quatre tourteaux de sinople.